# Muellerina celastroides
Muellerina celastroides, com os nomes comuns banksia-visco e visco-costeiro, é um arbusto aéreo hemiparasítico da família Loranthaceae. A espécie é endémica em New South Wales, Victoria e Queensland.

## Ecologia
Muellerina celastroides hospeda as seguintes borboletas: Delias nigrina, Delias argenthona, Hypochrysops digglesii, Ogyris abrota, Ogyris zosine e Candelides margarita.

## Taxonomia
A espécie foi descrita pela primeira vez por Franz Sieber em 1829 como Loranthus celastroides. Foi re-descrita por van Tieghem em 1895 como Muellerina celastroides.